# 長岡市悠久山野球場
長岡市悠久山野球場（ながおかし ゆうきゅうざんやきゅうじょう、英称：Nagaoka Yukyuzan Baseball Stadium）は、新潟県長岡市にある野球場である。

## 概要
施設そのものは長岡市が所有しているが、施設の運営・管理は指定管理者に委託されている。
2023年3月まではMCMフェニックスグループ（中越環境開発(株)・(株)丸富・ミズノスポーツサービス(株)からなる共同事業体）を指定管理者として管理委託をおこなっていた。2023年4月からは新潟アルビレックス・ベースボール・クラブ（使用チームでもある）、グリーン産業、グローカルマーケティンググループが新たな指定管理者となっている。

### 施設データ
- グラウンド面積：13,310m2
- 両翼：98m、中堅：122m
- 内野：クレー舗装、外野：天然芝

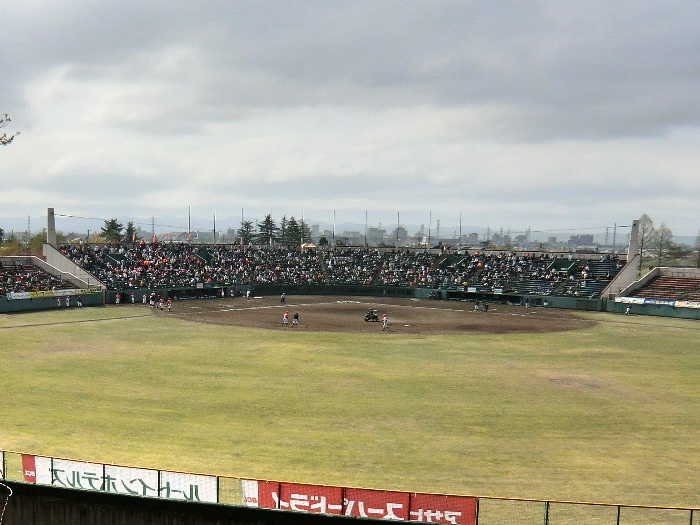
場内

- スコアボード：磁気反転式（2011年まではパネル式）
- 収容人数：8,218人
  - メインスタンド〔内野Aスタンド〕：3,492人（ベンチ席）、一・三塁側スタンド〔内野Bスタンド〕：2,226人（ベンチ席）、外野スタンド：約2,500人（芝生席）
- 内野Bスタンド下に室内練習場あり（但し狭隘で天井が低いため用途は限定される）

## 歴史

### 起源
1949年7月、中越地方の古志郡 栖吉村（現：長岡市 栖吉町）から長岡駅 - 南蒲原郡見附町（現：見附市）を経由して古志郡 栃尾町（後の栃尾市）を結ぶ軽便鉄道を運行していた栃尾鉄道線（後の越後交通栃尾線）が電化完成後の沿線開発と誘客を目指し、南側の終点にあたる悠久山駅前に開業させたのが、長岡球場の起源である。8月に社会人野球のオープン戦を開催してこけら落としし、翌1950年から1955年の間にはプロ野球公式戦も開催。セ・リーグ8試合、パ・リーグ2試合が開催された（1956年にも日程が組まれたが、中止となっている）。しかし地方都市で、更には雪国という地理条件もあって球場の経営状況は好転せず、栃尾鉄道が長岡鉄道、中越自動車と合併して越後交通となった1960年を相前後して球場は廃業。跡地は県営長岡水泳競技場（のちの長岡市悠久山プール屋外水泳場。屋外水泳場は2008年をもって閉鎖）の建設用地となった。

### 球場の新設
悠久山野球場がなくなったため、長岡市内で行われる高校野球の公式戦は各高校のグラウンドなどで開催されてきたが著しく不便であったため、新たに市営の野球場を整備することとなり、1967年に現球場が悠久山プールの裏手に開場した。竣工当時は両翼90m、中堅120m、スタンドの収容人数は13,718人。以来プロ野球、高校などの公式戦が開催されており、全国高等学校野球選手権新潟大会においては新潟市中央区の鳥屋野運動公園野球場と共に概ね隔年でメイン開催球場となり、開閉会式と準決勝以降の試合を実施していた（2008年まで）。数度の改修を経て2001年には両翼98m、中堅122mと拡張され、アマチュア公認規格を充足するフィールドとなった。但し拡張に伴い、収容人数は8,218人と減少している。
スタンドが小さく、老朽化も進むなど設備も陳腐化しており、プロ野球の公式戦は1996年6月8日の近鉄バファローズ対西武ライオンズ11回戦が最後。二軍戦はフィールド拡張が行われた2001年から2008年までの間、読売ジャイアンツ（巨人）主催のイースタン・リーグ公式戦が毎年5月もしくは6月に1試合、三条市民球場との2連戦形式で開催されていた。2004年10月23日に発生した新潟県中越地震でスタンドとフィールドに被害を受けた影響で2005年8月いっぱいまで震災復旧工事が行われ、9月1日から供用を再開した。また2007年に発足したベースボール・チャレンジ・リーグ（BCリーグ、当時北信越BCリーグ）の新潟アルビレックス・ベースボール・クラブが同年から主催公式戦の一部を開催した。2008年から長岡市内に活動拠点を移転したのに伴い、同年シーズンは開催試合数が増加した（前年の2試合から6試合に）。2013年以降は毎年最多開催球場となっており（2017年と2020年は新潟県立野球場と同数）、特に新潟・長岡・三条以外での開催を絞った2014年には37試合中15試合を開催した。新潟が「独立リーグ日本一」となった2012年のグランドチャンピオンシップ第3戦もここでおこなわれている。2024年にチームがイースタン・リーグに移ってオイシックス新潟アルビレックス・ベースボール・クラブに改称してからも公式戦が開催されている。
かつては行楽地としても賑わっていた長岡市街地東側の丘陵地の麓、住宅街の南側に位置している。積雪地という立地条件もあってフィールドの暗渠が積雪の重みで詰まってしまい、他の野球場と比較して早期に水捌けが悪化してしまうという難点がある。このため長岡市では概ね5年に1回のペースで定期的に暗渠の改修を行っている。
2011年7月から供用を中止して、前述の暗渠改修と合わせてスコアボード改築なども含めた改修事業を実施し、2012年4月から供用を再開した。なお近年、利用者からは照明の増設やトイレの改修など、陳腐化が著しい場内設備の拡充・改善を求める意見がしばしば寄せられているが、市側は照明設備について「（宅地と緑地に隣接する）周辺環境への配慮から、設置は難しい」とした上で、施設そのものの老朽化等の問題から、新施設を市内の別の場所に整備すべきとの意見があることなどを踏まえて「現在の悠久山野球場をどの程度まで整備するか苦慮している」と現状を説明している。

## エピソード
イチロー、プロ初本塁打
1993年6月12日に開催された近鉄対オリックス8回戦の8回表の無死無走者から、オリックス・鈴木一朗（イチロー）が、この日の先発だった近鉄・野茂英雄から右中間へ1号ソロ本塁打を放った。これがイチローのプロ初本塁打で、後に悠久山球場はこの事で全国に著名となった（試合は近鉄が5-3で勝利。）。長岡市はこれを記念して球場に「“野茂英雄選手とイチロー選手の対決を振り返る”メモリアルコーナー」を設置。野茂とイチローが着用した近鉄バファローズとオリックス・ブルーウェーブのユニホームなどゆかりの品を展示している。

『にっぽん縦断 こころ旅』
2021年6月10日放送のNHK『にっぽん縦断 こころ旅』（BSプレミアム・BS4K／「新潟県の旅」3日目）にて、旅人役の火野正平（俳優）が自転車で悠久山球場を訪れ、投稿者のリクエストに応える形で球場後方の丘に上って手紙を紹介した。

## 交通アクセス
- 越後交通「悠久山」バス停（東長岡営業所）より東へ約400m[7]（徒歩：約5分[7]）

## 関連記事
- 日本の野球場一覧